# Saint-Paul-de-Vence
Saint-Paul är en kommun i departementet Alpes-Maritimes i regionen Provence-Alpes-Côte d'Azur i sydöstra Frankrike. Kommunen ligger  i kantonen Cagnes-sur-Mer-Ouest som ligger i arrondissementet Grasse. År 2022 hade Saint-Paul 3 190 invånare.
Byn Saint-Paul de Vence i Vichyfrankrike under andra världskriget var en plats där många kända konstnärer gömde sig undan den nazistiska ockupationen av norra Frankrike inklusive Paris. Konststilarna betraktades av nazisterna som urartad konst och flera av konstnärerna var av dåtida politiskt känslig härkomst ex judiska såsom ex Marc Chagall, men också kända av oönskad politisk tillhörighet.
Konstmuseet Fondation Maeght ligger drygt 500 meter nordväst om byns centrum. Idag är byn full av konstgallerier.
Marc Chagall är begraven på begravningsplatsen i byn.

## Befolkningsutveckling
Antalet invånare i kommunen Saint-Paul
Referens: INSEE

## Galleri

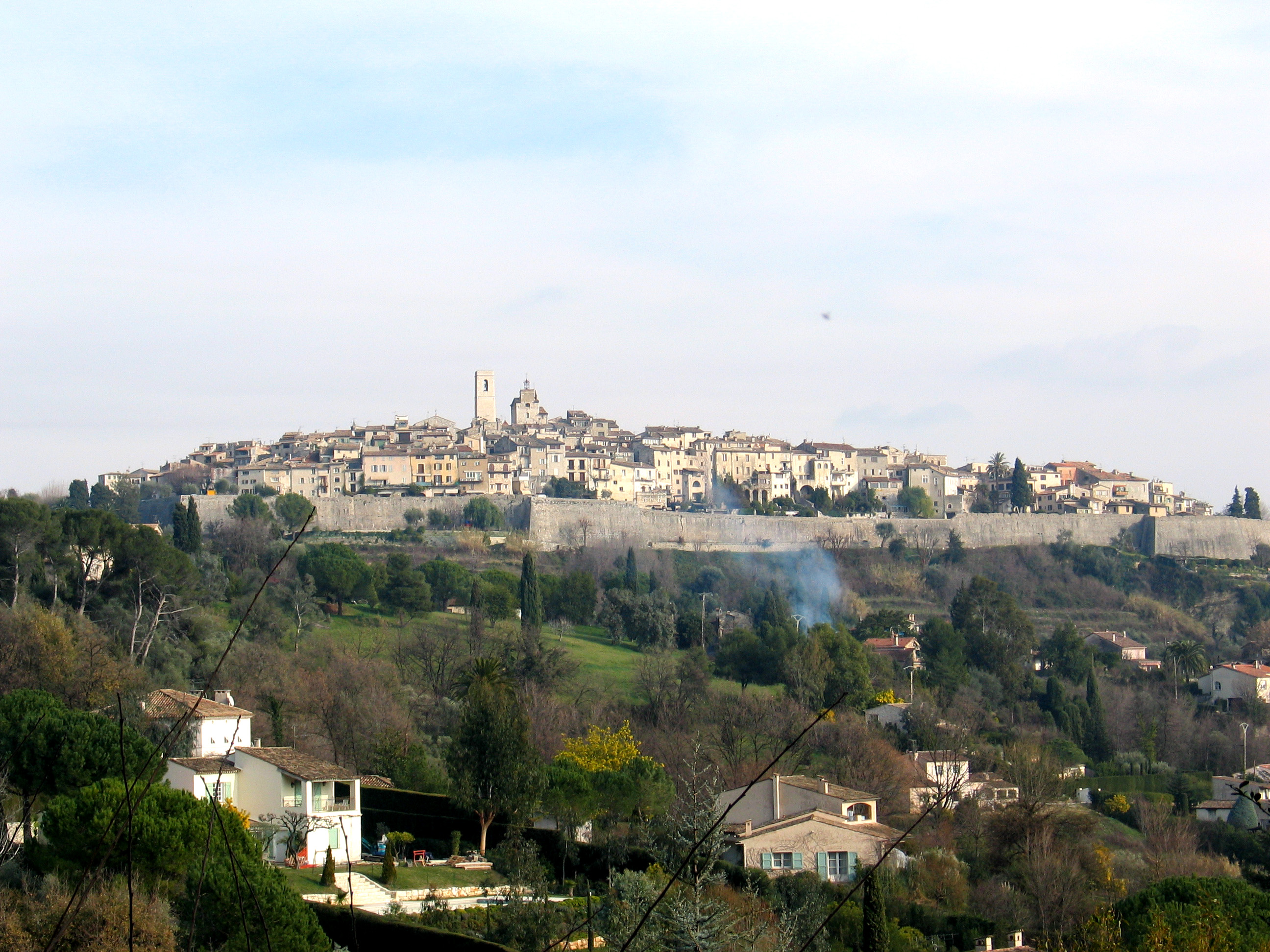
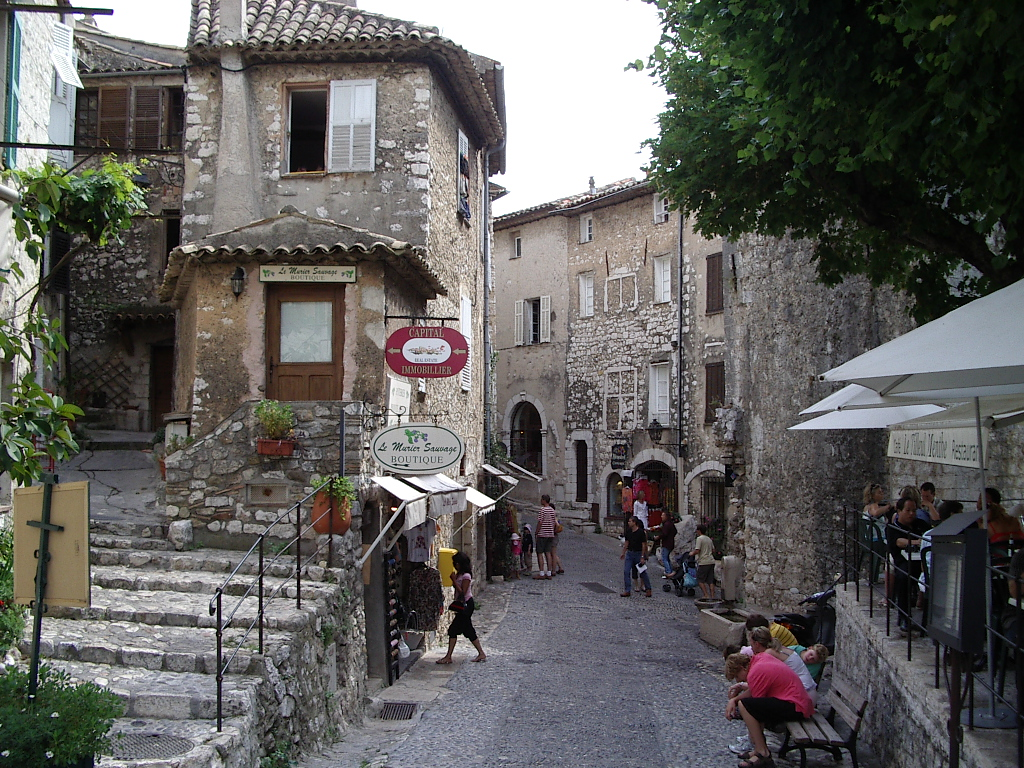
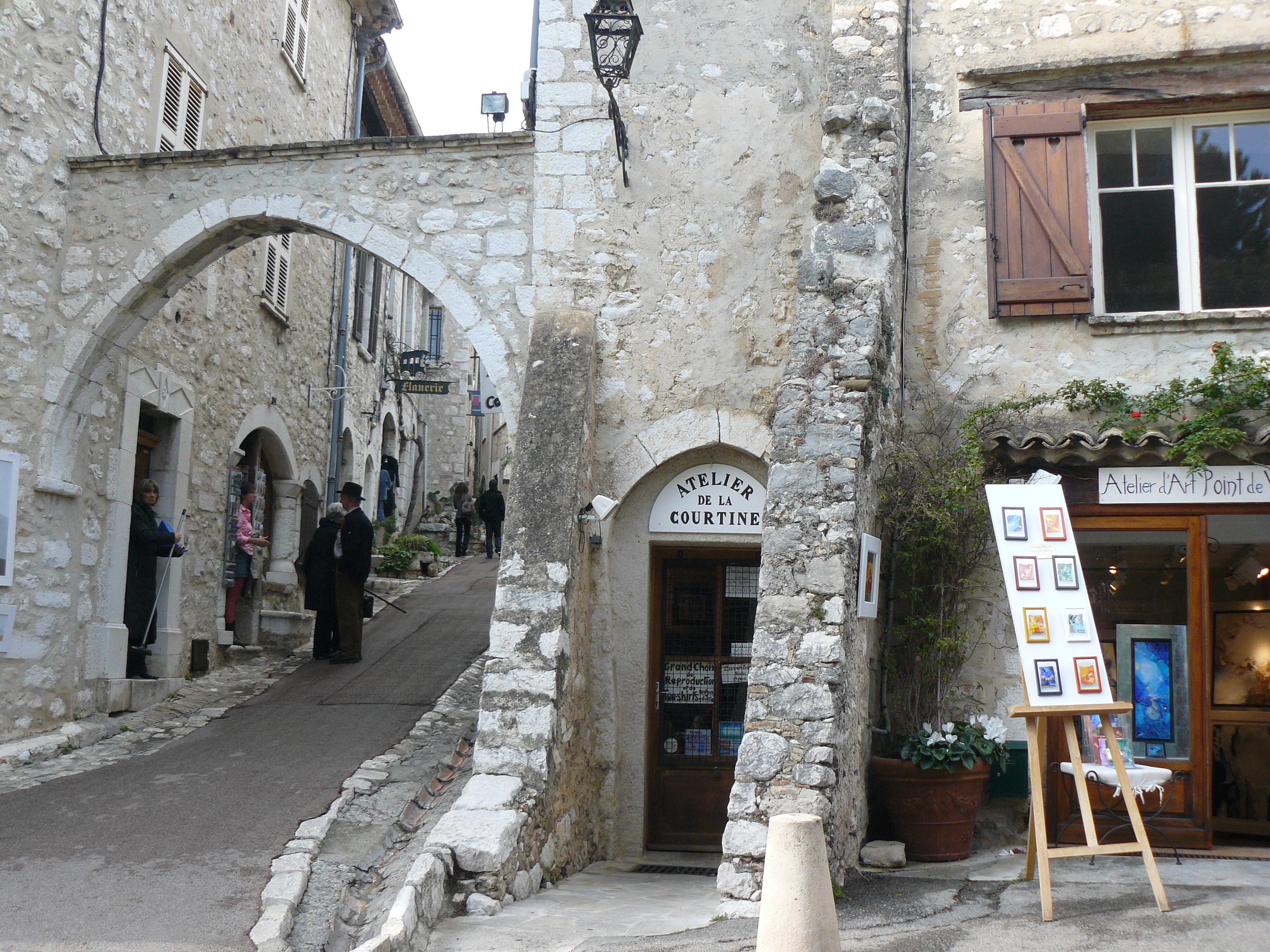
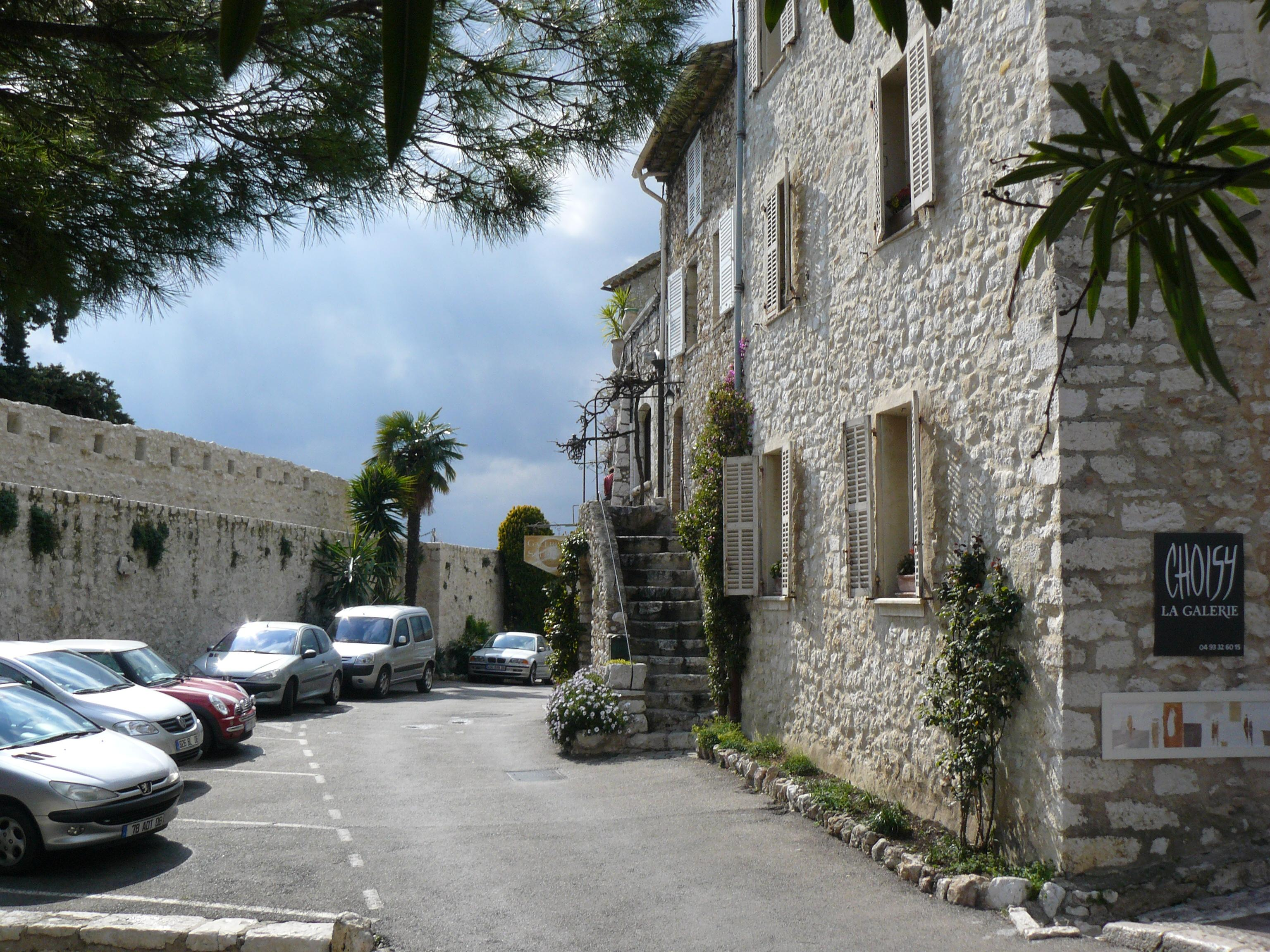
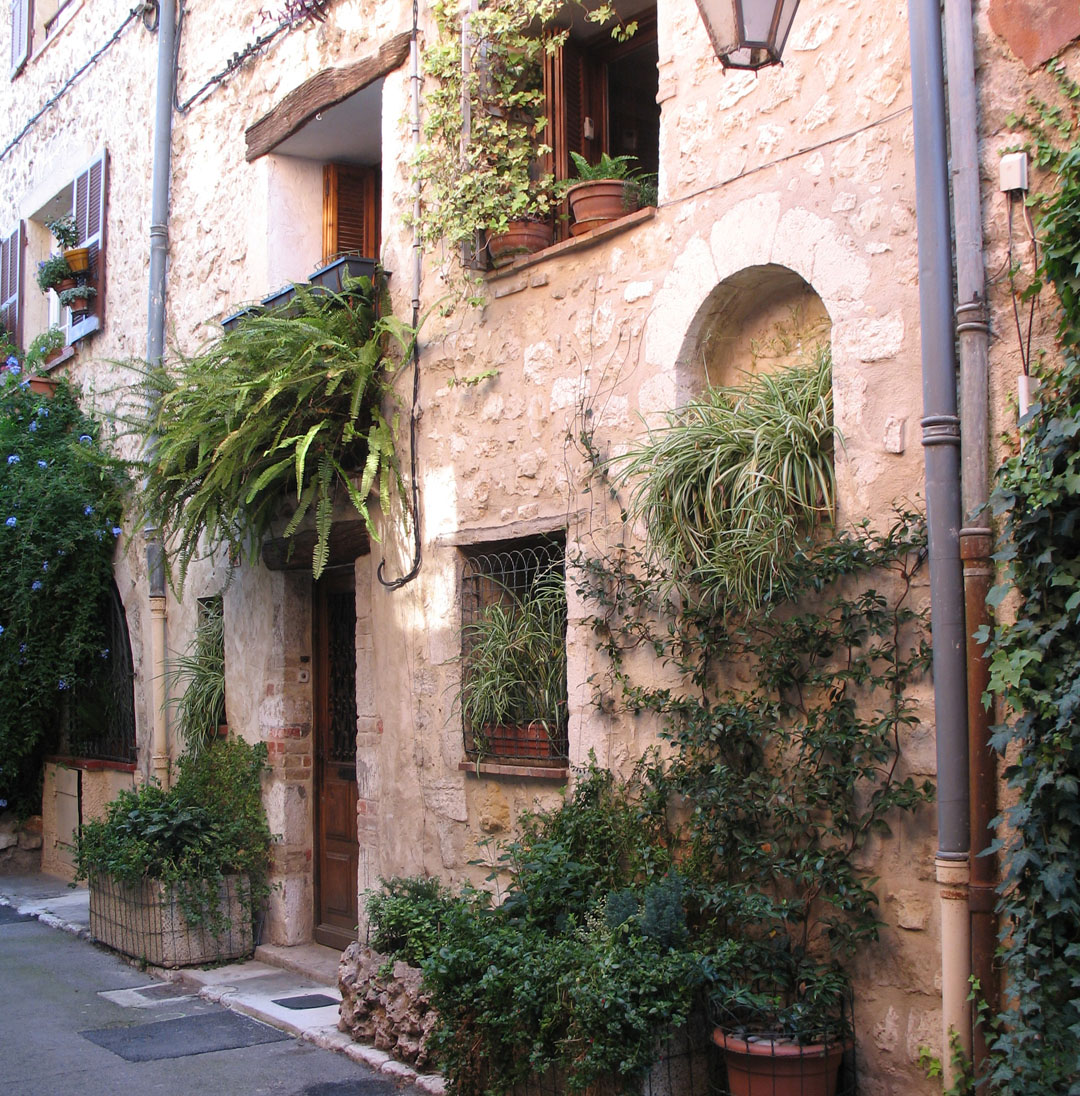
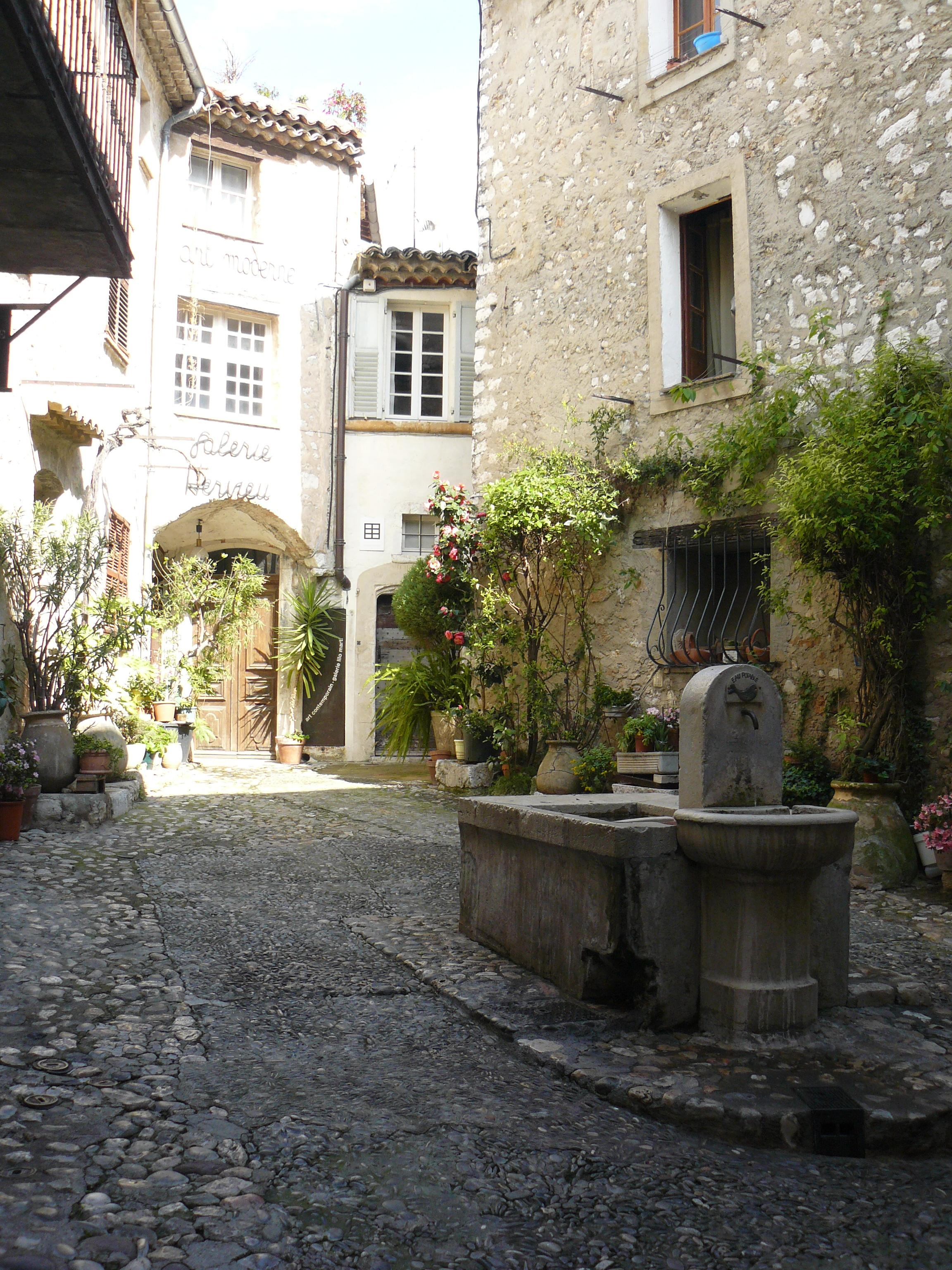
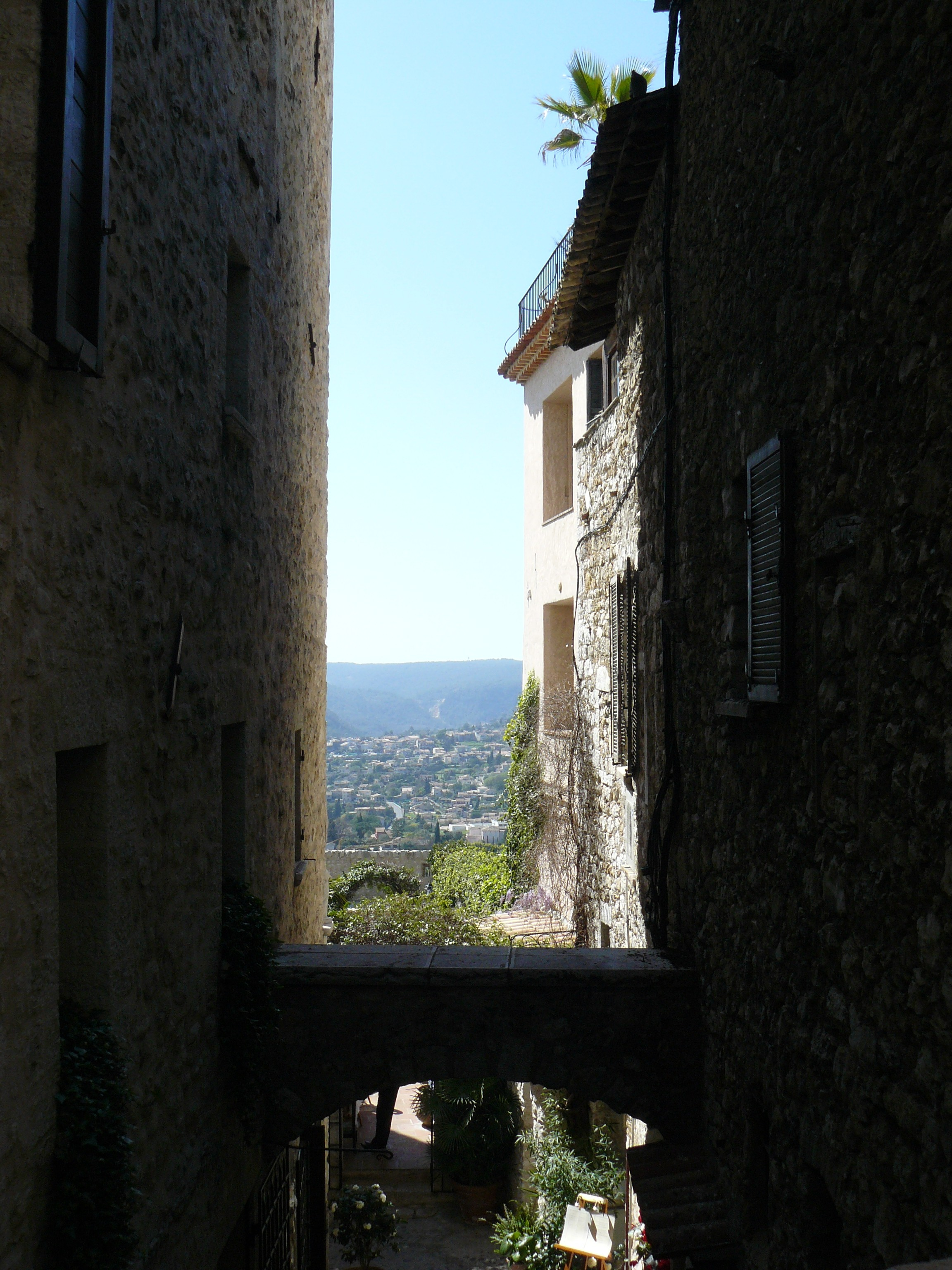
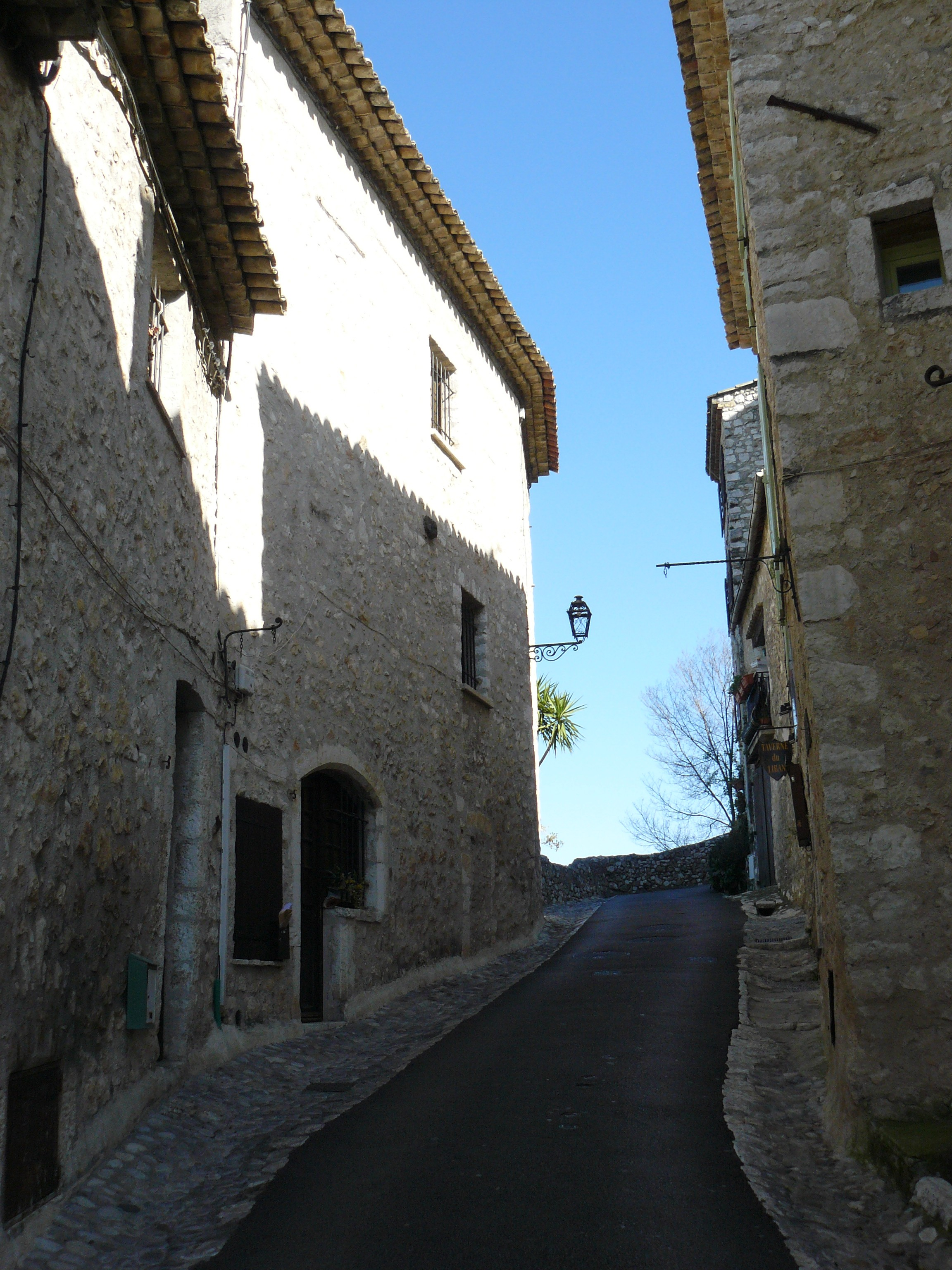
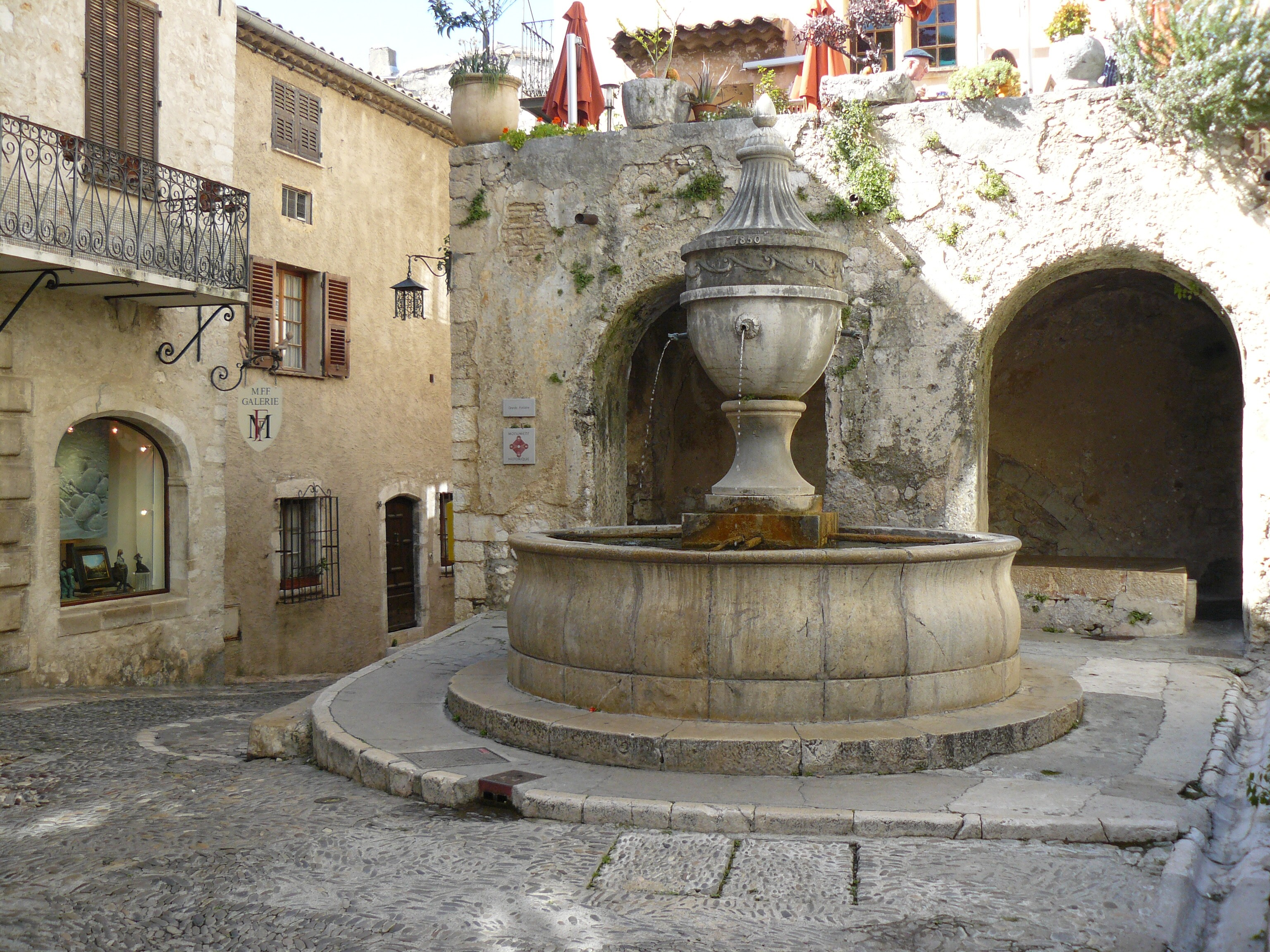
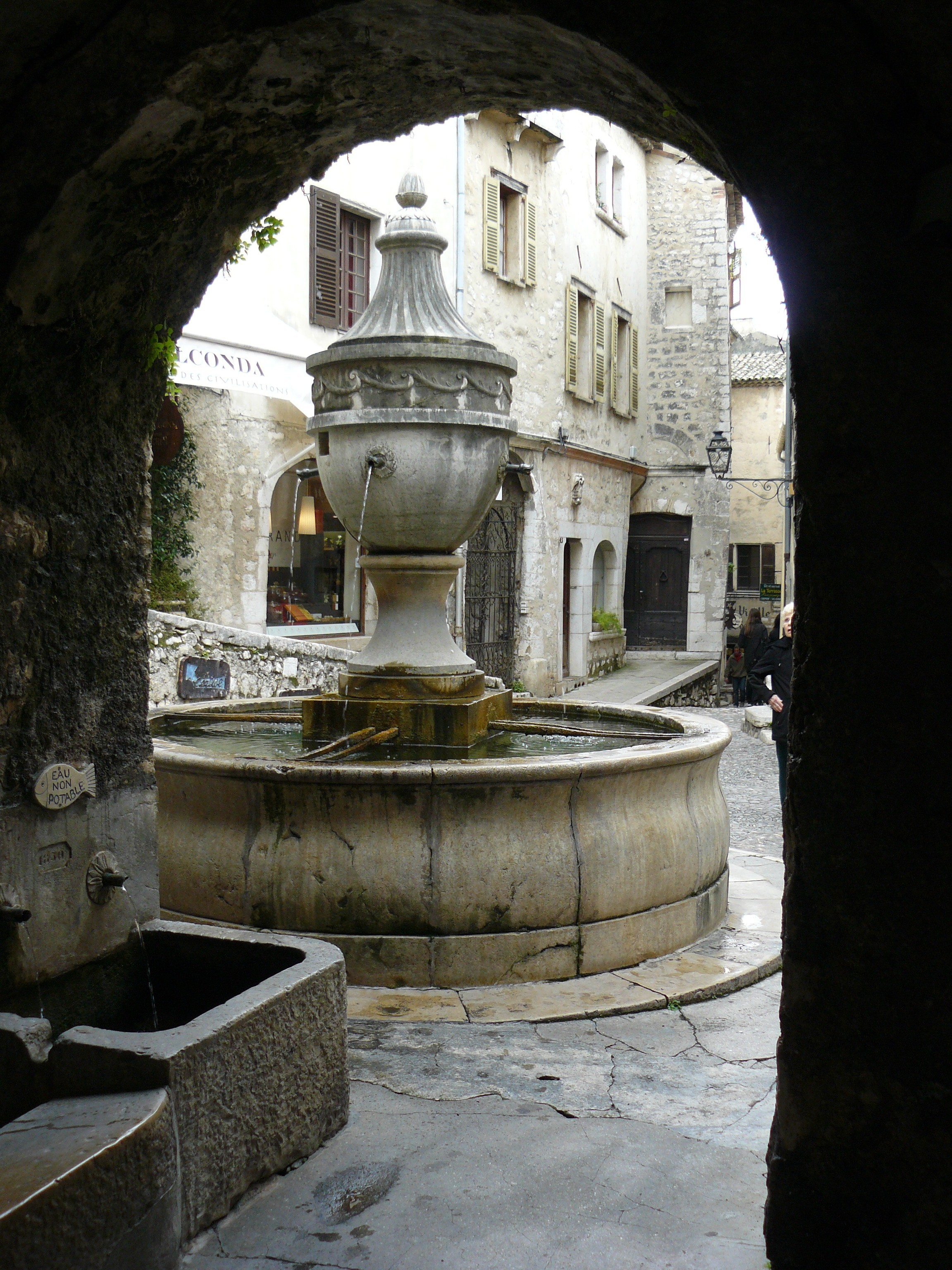
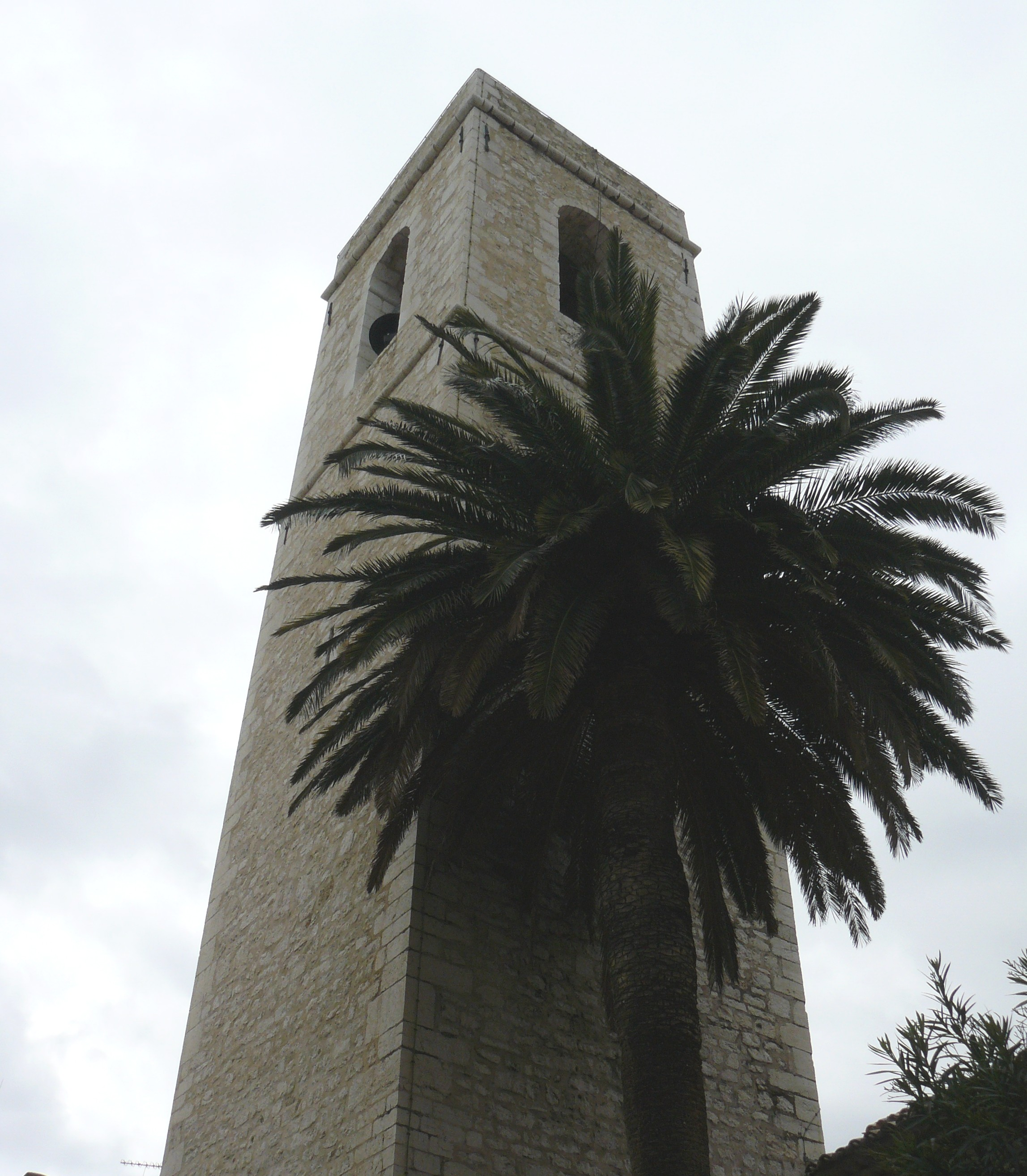
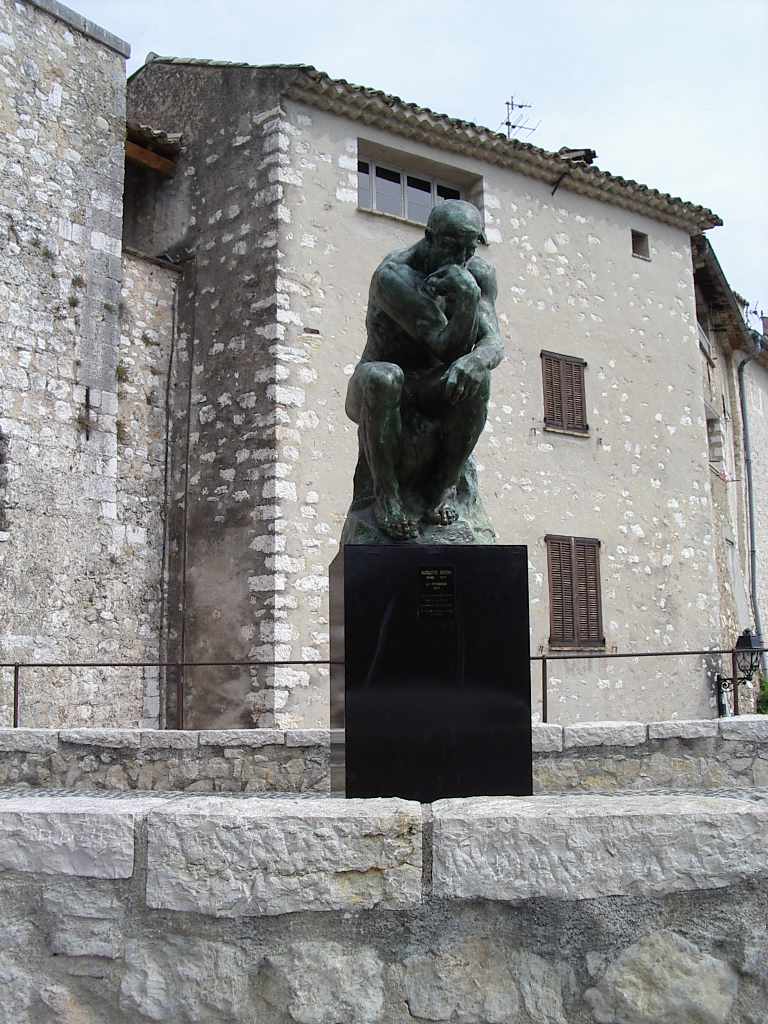
Le Penseur de Rodin